# Франтішек Ганц
Франтішек Ганц (словац. František Hanc, нар. 2 квітня 1974, Сніна) — словацький футболіст, захисник. Зараз — тренер.

## Клубна кар'єра
Розпочав кар'єру у напівпрофесіональному клубі «Хемлон» (Гуменне). Потім захищав кольори МФК «Кошиці». Під час зимової перерви у сезоні 2001/2002 років перейшов до львівських «Карпат». Влітку 2002 року зігравши 1 поєдинок у футболці бориспільського «Борисфена», перейшов до столичного «Арсеналу», але там не зіграв жодного поєдинку. Після цього повернувся до Словаччини, де захищав кольори «Артмедії Петржалка». Влітку 2004 року залишив братиславський клуб. Після виступів у австрійському «Маттерсбурзі» повернувся до Словаччини, де захищав кольори клубу «Гуменне»/МФК «Гуменне». Професіональну кар'єру гравця завершив у МФК «Снина».

## Кар'єра тренера
З 2011 року працює тренером МФК «Снини», а з 2013 року — його менеджером.

## Досягнення
- Кубок Словаччини
  -  Володар (2): 1995/96, 2003/04